# ガルビーヤ県
ガルビーヤ県（カルビーヤけん、アラビア語: محافظة الغربية、Gharbia Governorate）は、エジプトの県。県都はタンタ。面積1,942km²、人口5,049,724人。

## 概要
エジプト北部、ナイルデルタのほぼ中央部に位置する。名前は「西部」の意味。
県最大の都市はエル＝マハッラ・エル＝コブラ。

## 地理
北をカフル・アッシャイフ県に、南をミヌーフィーヤ県に接する。

## 隣接する県
- カフル・アッシャイフ県
- ダカリーヤ県
- カリュービーヤ県
- ミヌーフィーヤ県
- ブハイラ県